# Marshall Allman
Pour les articles homonymes, voir Allman.
Marshall Scott Allman est un acteur américain né le 5 avril 1984 à Austin (Texas, États-Unis).
Il est connu pour ses rôles de LJ Burrows et Tommy Mickens dans les séries Prison Break et True Blood.

## Biographie
Marshall Scott Allman est né le 5 avril 1984 à Austin, Texas (États-Unis). Ses parents sont James Martin Allman, Jr. et Idanell Allman.
Il a un frère, David Allman.

### Vie privée
Il est marié à l'actrice Jamie Brown depuis le 17 juin 2006. Le couple a eu des jumeaux, Asher James et Oliver Charles, nés le 31 janvier 2013 et une fille, June Joanne née le 21 mai 2014.

## Filmographie

### Cinéma
- 2004 : L'Écorché (Shallow Ground) de Sheldon Wilson : Une victime
- 2004 : Les Ex de mon mec (Little Black Book) de Nick Hurran : Trotsky
- 2005 : Otage (Hostage) de Florent Emilio-Siri : Kevin Kelly
- 2005 : Dishdogz de Mikey Hilb : Kevin
- 2007 : Prey 4 Me de Steven Kiefer et Daniel Spantman : Sean
- 2008 : Fragments (Winged Creatures) de Rowan Woods : Bellhop
- 2008 : The Immaculate Conception of Little Dizzle de David Russo : Dory
- 2009 : Anytown de David Rodriguez : Mike Grossman
- 2012 : Jayne Mansfield's Car de Billy Bob Thornton : Alan Caldwell
- 2012 : Blue Like Jazz de Steve Taylor : Don Miller
- 2013 : The Bounceback de Bryan Poyser : Ralph
- 2013 : Sugar de Rotimi Rainwater : Marshall
- 2015 : A Year and Change de Stephen Suettinger : Victor
- 2016 : Six LA Love Stories de Michael Dunaway : Pete Rouget
- 2018 : Thunder Road de Jim Cummings : Phil
- 2020 : The Wolf of Snow Hollow de Jim Cummings : Jeremy

#### Courts métrages
- 2005 : Starcrossed de James Burkhammer : Connor
- 2005 : Sweet Pea de Traci Lords : Ricky
- 2007 : A Day with the Urns de Rachel Zeskind : Bob

### Télévision

#### Séries télévisées
- 2003 : FBI : Portés disparus (Without a trace) : Mark
- 2003 : Married to the Kellys : Tom jeune
- 2003 : Agence Matrix (Threat Matrix) : Un adolescent
- 2003 : Boston Public : Hector
- 2003 : Malcolm (Malcolm in the Middle) : Dylan
- 2004 : The Practice : Donnell et Associés (The Practice) : Todd Beck
- 2005 : Phil du futur (Phil of the Future) : Roger
- 2005 : Juste Cause (Close to home) :Billy Hampton
- 2005 - 2009 : Prison Break : LJ Burrows
- 2007 : Cold Case : Affaires classées (Cold Case) : James Hoffman
- 2007 : Les Experts (CSI : Crime Scene Investigation) : Jonathan Alaniz
- 2007 : Saving Grace : Wade Tyrell
- 2008 : Ghost Whisperer : Thomas Benjamin
- 2008 : Grey's Anatomy : Jeremy West
- 2008 : Life : Clifton Garber
- 2008 : The Closer : L.A. enquêtes prioritaires (The Closer) : Kevin Ward
- 2008 : New York, unité spéciale (Law and Order : Special Victims Unit) (saison 10, épisode 2) : Eric Byers
- 2008 : Eli Stone : JJ Cooper
- 2009 : Mad Men : Danny Farrell
- 2009 : Philadelphia : Bezzy
- 2010 : Men of a Certain Age : Travis
- 2010 : The Defenders : Jim Rodgers
- 2010 - 2011 : True Blood : Tommy Mickens
- 2011 : Les Experts : Miami (CSI : Miami) : Kevin Bowers
- 2012 : Sons of Anarchy : Devin Price
- 2012 : Justified : Donovan
- 2012 : Longmire : Kellen Dawes
- 2015 : Aquarius : Robbie Arthur
- 2015 : iZombie : Chad Wolcoff
- 2016 : Bates Motel : Julian Howe
- 2016 : Rosewood : Ben Kapono
- 2016 : Humans : Milo Khoury
- 2016 : Hawaii 5-0 : Jeremy
- 2016 : Quantum Break : Charlie Wincott
- 2017 : Chance : Pruitt
- 2018 : NCIS : Enquêtes spéciales (NCIS) : Donnie
- 2019 : For the People : Herbert Brooks
- 2024 : Chicago Med : Jason Davies (saison 9, épisode 7)